# 斯希蒙尼克島國家公園

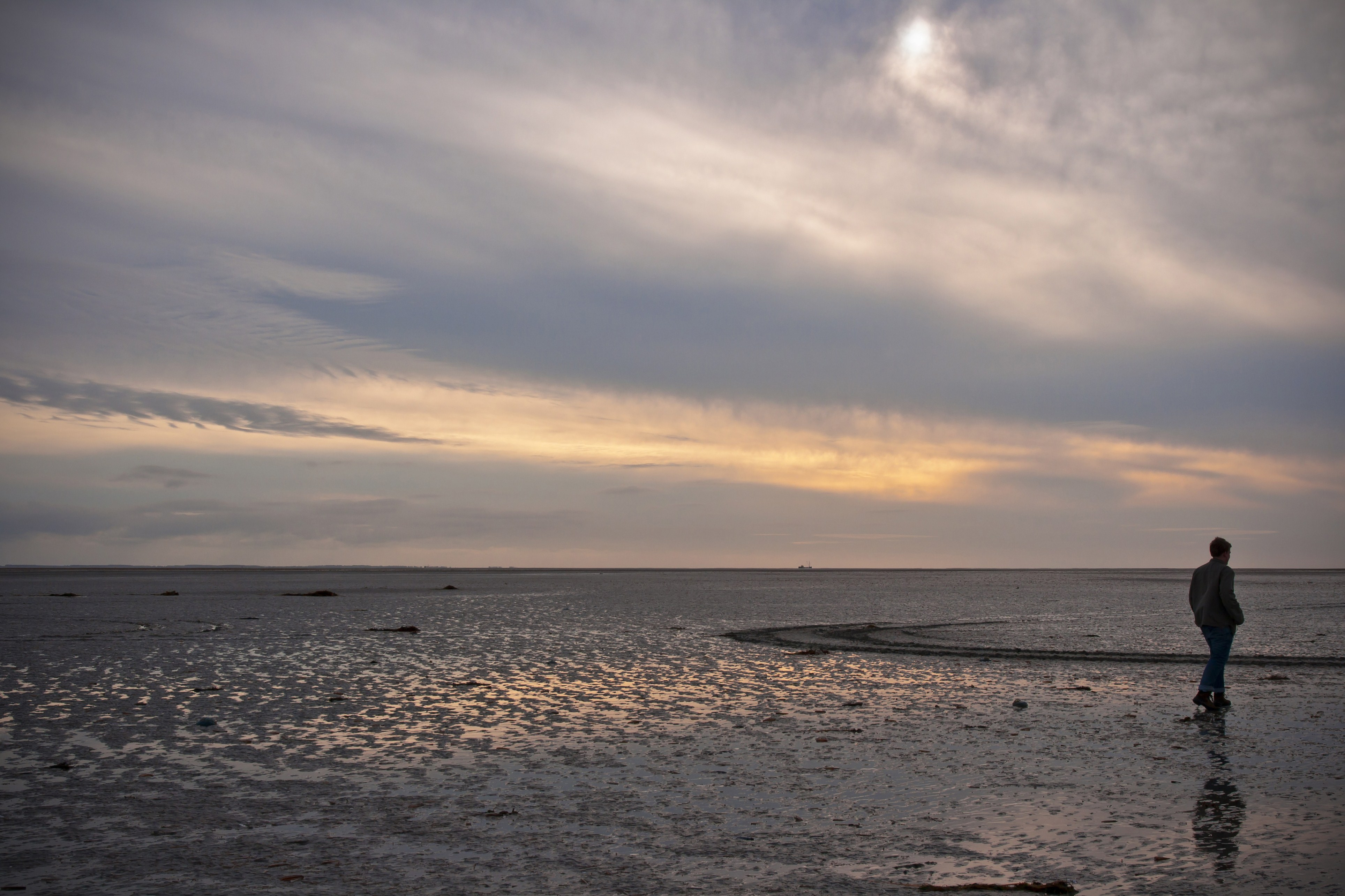

53°29′21″N 6°13′55″E / 53.4893°N 6.232°E
斯希蒙尼克島國家公園（荷蘭語：Nationaal Park Schiermonnikoog）是荷蘭的國家公園，位於該國北部弗里斯蘭省，處於斯希蒙尼克島，成立於1989年，面積72平方公里，有沙棘、忍冬、補血草、海紫菀等植物生長。